# Station Hessle
Hessle is een spoorwegstation van National Rail in Hessle, East Riding of Yorkshire in Engeland. Het station is eigendom van Network Rail en wordt beheerd door Northern Rail. 